# Borsáros-láp
Csíkszentkirály központi részén, az Olt folyó jobb oldali árterén terül el Hargita megye egyik legértékesebb természetvédelmi területe, a Borsáros-láp.

## Története
„ A tömegesen feltörő ásványvizek hozták létre a Borsáros forráslápot is. Ez a kb. 15 hektárnyi terület a templomtól ÉNy-ra az Olt alluviális síkságán van, az országúti hídtól Ny-ra. A sík terepen feltörő és ott szétterülő források, feláztatva a talajt, lápnövényzettel borított ingoványos területté teszik azt. Nevét a forrásokból lerakodó okkersárga limonitról kapta. (Itt borsár a neve)” - írja Kristó András az Adatok a csíkszentkirályi „Borsáros” borvizes láp hidrográfiájához című tanulmányában a lápról.
1929-ben Nyárády Erazmus Gyula tanulmányozta először a Borsáros lápját, ezt követően Emil Pop végzett itt kutatásokat 1937-től. A borvizes forrásláp és a területén található ritka, értékes jégkorszakbeli maradványnövények védelme érdekében Pop javaslatára 1939-ben, Hargita megyében elsőként természetvédelmi területté nyilvánították a Borsárost. Ennek ellenére a 20. század második felétől jelentős negatív antropogén hatások érték az addig viszonylag érintetlen lápot. A területét lecsapolták, műutat vezettek keresztül rajta, kaszálták, felégették a növényeit, levágták, kiégették az itt található fákat. Az 1975-80-as évek között zajló Olt szabályozási műveletek következtében csökkent a talajvízszint, ami tovább rontotta a Borsáros állapotát. Mindezen beavatkozások hatására a forrásláp ma 2.5 ha területté zsugorodott és két egymástól elszigetelt részre szakadt: egy nagyobb (2.1) vízkerti és egy kisebb (0.4) omlásalji részre. Az omlásalji részen találhatók az értékesebb védett növények, köztük a rovarevő keskenylevelű harmatfű (Drosera anglica).
Az elmúlt évtizedekben a szakemberek többször felhívták a figyelmet a Borsáros-láp értékére, kihangsúlyozva a terület védelmének fontosságát. Az 1990-es évektől kevésbé bolygatták a lápot, a talajvíz szintje lassan emelkedni kezdett. Jelentősebb lépés a Borsáros védelmének érdekében 2014-ben történt, amikor megkezdődött a láp részleges helyreállítása. A helyi önkormányzat természetvédelmi szakemberek bevonásával tanösvényt építettek és bekerítették a szigorúan védett területeket. A helyi közösség körében a láp értékeit népszerűsítő, információs útmutatókat osztottak szét, mintegy tudatosítva az itt élőkben is Borsáros-láp természetvédelmi fontosságát. 